# 原始環
環論において、左原始環（ひだりげんしかん、英: left primitive ring）とは、忠実な単純左加群をもつ環である。よく知られた例として、ベクトル空間の自己準同型環や、標数0の体上のワイル代数がある。

## 定義
環 R が忠実な単純左 R-加群をもつとき、左原始環という。右原始環も同様に定義される。左原始環であって右原始環でない環、また右原始環であって左原始環でない環が存在する。最初の例はGeorge M. Bergman (Bergman 1964) によって構成された。また、Jategaonkar による例が(Rowen & 1988, p.159)にある。
環 R が左原始的であることと、{0}でない両側イデアルを含まない極大左イデアルが存在することは同値である。また、左イデアル A≠R であって任意の両側イデアル A'≠0 に対して A+A'=R となるようなものが存在することとも同値である。右原始環についても同様のことが成り立つ。
左原始環の構造はジャコブソンの稠密性定理によって完全に決定される。すなわち、環が左原始的であることと可除環上の左加群の自己準同型環の稠密な部分環に同型であることは同値である。

## 性質
左（右）原始環は半原始環であり素環である。素環の直積環は素環ではないので、原始環の直積も原始環ではない。
左アルティン環においては、"左原始的"、"右原始的"、"素"、"単純"はすべて同値であることが知られており、このとき可除環上の行列環に同型な半単純環になる。一般に、極小片側イデアルをもつ任意の環において、左原始環であること、右原始環であること，素環であることは同値である。
可換環が左原始的であることと体であることは同値である。 
左原始的であることは森田不変である。

## 例
単位元をもつ任意の単純環 R は左原始的かつ右原始的である。（単位元をもたない場合にはそうなるとは限らない。）このことは、R が極大左イデアル M をもつことと剰余加群 R/M が単純左 R-加群であること、そしてその零化イデアルが R の真の両側イデアルであることから従う。R は単純環なので零化イデアルは{0}であり、それゆえ R/M は忠実左 R-加群である。
標数0の体上のワイル代数は原始的であり、かつ非可換整域であるので、これは極小片側イデアルを持たない例になる。

### 全線型環
原始環の特別な場合は全線型環 (full linear ring) である。左全線型環 (left full linear ring) とは可除環上の無限次元左ベクトル空間のすべての線型変換からなる環である。（右全線型環は代わりに右ベクトル空間を使う。）記号で書けば、{\displaystyle R=\operatorname {End} ({}_{D}V)\,} ただし V は可除環 D 上の左ベクトル空間。R が左全線型環であることと、R がフォン・ノイマン正則、左自己移入的で、socle が soc(RR) ≠ {0} であることが同値であることが知られている (Goodearl 1991, p. 100)。線型代数の議論を通じて、{\displaystyle R=\operatorname {End} ({}_{D}V)\,} は行有限行列の環 {\displaystyle \mathbb {RFM} _{I}(D)\,} に同型であることを示すことができる。ここで I はサイズが V の D 上の次元である添え字集合である。同様にして右全線型環は D 上の列有限行列環として実現できる。
これを用いて単純でない左原始環が存在することがわかる。ジャコブソンの稠密性の特徴づけによって、左全線型環 R は常に左原始的である。dimD V が有限であれば R は D 上の正方行列の環であるが、dimD V が無限であれば、有限ランクの線型変換全体からなる集合は R の非自明な両側イデアルであり、したがって R は単純でない。